# Альт-Метельн
Альт-Метельн (нем. Alt Meteln) — община в Германии, в земле Мекленбург-Передняя Померания.
Входит в состав района Северо-Западный Мекленбург. Подчиняется управлению Лютцов-Любсторф. Население составляет 1280 человек (на 31 декабря 2010 года). Занимает площадь 23,22 км².